# Smiljan Radic Piraíno
Smiljan Hrvoje Zarco Radic Piraino (Limache, 28 de marzo de 1937-Santiago, 18 de noviembre de 2008) fue un ingeniero, empresario y dirigente gremial chileno de ancestros croatas.
De larga trayectoria en la dirección de compañías, se desempeñó durante dos periodos como presidente de la Asociación de la Industria del Salmón de Chile (SalmonChile) .

## Familia
Nació como hijo de Luisa Inés Piraino Federici y Hrvoje Radic Dragicevic, inmigrante croata que llegó a Chile en 1918 para trabajar en el extremo norte.
Contrajo matrimonio civil en Providencia el 23 de octubre de 1962 con Cora María Clarke Ramírez (hija de Maurin J. L. Clarke y Corina Ramírez De la Fuente), con quien tuvo tres hijos, entre ellos del arquitecto Smiljan Radic Clarke.

## Formación
Estudió primero en la escuela pública de una oficina salitrera cercana a Antofagasta, en el norte del país, y más tarde en el Colegio San Luis de esa ciudad.
Cursada su educación secundaria viajó a Santiago a estudiar en la Universidad de Chile, donde alcanzó el título de ingeniero civil industrial en 1963.

## Actividad empresarial y gremial
Su primer trabajo fue como administrador de Pesquera Iquique. Más tarde se trasladó a la Compañía Minera de Chañaral y Tal Tal, donde se desempeñó como gerente general. Del rubro minero pasó al de los productos alimenticios, como director ejecutivo de Molinos y Fideos Luchetti.
Tras esta experiencia volvió al sector minero, como gerente general de Cerro Negro, desde donde pasó a Télex-Chile como socio, por iniciativa de su hermano Srdjan, uno de los controladores de la firma.
En 1993 retornó al negocio de la pesca tras comprar Salmones Tecmar al grupo Luksic, el cual manejaba la firma a través de Molinos y Fideos Luchetti.
Esta participación le permitió ser elegido en dos ocasiones como cabeza de la entidad gremial que agrupa a las salmoneras.
Falleció a los 71 años de edad en la Clínica Alemana de Santiago.